# Amambai
Amambai (Amambaí, amtlich portugiesisch Município de Amambai) ist eine Kleinstadt mit einem großen Gemeindegebiet im brasilianischen Bundesstaat Mato Grosso do Sul in der Großregion Região Centro-Oeste. Zum 1. Juli 2021 wurde die Bevölkerungszahl auf 40.247 Einwohner geschätzt, die Amambaienser (amambaienses) genannt werden und auf einer Fläche von rund 4202 km² leben (Dichte: 8 Ew./km²). Die Entfernung zur Hauptstadt Campo Grande beträgt 359 km. Amambai liegt nahe der Grenze zu Paraguay.

## Geographie
Angrenzende Gemeinden sind Coronel Sapucaia, Tacuru, Aral Moreira, Ponta Porã, Caarapó und Iguatemi.
Das Biom ist brasilianischer Cerrado ((Savanne Zentralbrasiliens)) und Mata Atlântica.
Es befindet sich in einer Region mit leicht gewelltem Relief auf einer Höhe von 480 Metern, im Gemeindegebiet liegen auch tafelförmige Spitzen.
Der städtisch umbaute Raum der Kleinstadt selbst hatte 2006 einen Umfang von rund 7,3 km².

## Demografie

### Ethnische Zusammensetzung
Ethnische Gruppen nach der statistischen Einteilung des IBGE (Stand 2000 mit 29.484 Einwohnern, Stand 2010 mit 34.730 Einwohnern): Von diesen lebten 2010 22.375 Einwohner im städtischen Bereich und 12.355 im ländlichen Raum des Cerrado.
| Gruppe      | Anteil 2000 | Anteil 2010        | Anmerkung                        |
| ----------- | ----------- | ------------------ | -------------------------------- |
| Brancos     | 17.227      | ▲ 17.611 (50,71 %) | Weiße, Nachfahren von Europäern  |
| Pardos      | 6.005       | ▲ 8.946 (25,76 %)  | Mischrassige, Mulatten, Mestizen |
| Pretos      | 681         | ▲ 792 (2,28 %)     | Schwarze                         |
| Amarelos    | 9           | ▲ 130 (0,37 %)     | Asiaten                          |
| Indígenas   | 5.396       | ▲ 7.252 (20,88 %)  | indigene Bevölkerung             |
| ohne Angabe | 165         | –                  |                                  |

## Bruttosozialprodukt
Das Bruttoinlandsprodukt (BIP) betrug 2019 972.595,82 Tsd. Real. Das BIP pro Kopf wurde 2019 mit 24.687,68 Real berechnet.
Im Jahre 2010 wurde für Amambai ein mittlerer HDI-Wert von 0,673 errechnet.

## Verkehr
Durch die Gemeinde führt in Nord-Süd-Richtung die MS-386, vom Südwesten die MS-289, von Osten die MS-156. Flughafen ist der Aeroporto de Amambai (SSAM).